# جوائز اللعبة 2020
جوائز اللعبة 2020 (بالإنجليزية: The Game Awards 2020)‏ كانت حفل جوائز تكرم ألعاب الفيديو لعام 2020. بسبب جائحة فيروس كورونا 2019–20، لم يُقم الحفل على أرض الواقع كما في الفعاليات السابقة وقد أُقيم الحفل رقميًا واستضافه جيف كيلي في 10 ديسمبر 2020. فازت لعبة ذا لاست أوف أس: الجزء الثاني بسبع جوائز منها جائزة لعبة العام، مما جعلها أكثر الألعاب فوزًا بالجوائز.

## التقديم
صرح جيف كيلي أن موضوع الحفل لعام 2020 حول القوة والراحة، نتيجة لتأثير جائحة فيروس كورونا 2019–20 على الصناعة واللاعبين. أراد كيلي كذلك أن يلتمس موضوع الوحدة، مثلما حدث في جوائز اللعبة 2018 والذي قاده ريجي فيس-إميه من نينتندو وفيل إسبنسر من مايكروسوفت وشون لايدن من سوني الذين تشاركوا المنصة، وأعلنوا عن إصدار الجيل القادم من أنظمة ألعاب الفيديو المنزلية في نوفمبر 2020. تميز الحفل بفعالية مسبقة تستضيفها سيدني غودمان، بالإضافة إلى العديد من الضيوف والذين سيكونون مقدمين للجوائز، وهم الرئيس السابق لنينتندو أمريكا ريجي فيس-إميه، والممثلة غال غادوت، والمذيع الرياضي ستيفن سميث والممثلة بري لارسون والممثلون تروي بيكر ونولان نورث وكيانو ريفز وتوم هولاند والمخرج كريستوفر نولان، والممثل جون ديفيد واشنطن، والمخرج جوزيف فارس، بالإضافة إلى دمية الطباخ السويدي من فيلم الدمى المتحركة، ومقدم اليوتيوب جاك سبتيك آي.
بسبب الجائحة، لم يرد كيلي استضافة حدث عادي لعام 2020 وإنما عمل مع شركائه لإنشاء عرض رقمي. استخدم الحفل ثلاث منصات صوتية في لوس أنجلوس ولندن وطوكيو. في كل مكان من تلك الأماكن، كان هناك عدد حضور قليل للغاية، وعلى الأغلب أنهم مقربون من طاقم الإنتاج والمقدمين. صرح كيلي أن هذا لا زال سيسمح لهم بإضافة فعاليات تقديم إضافية كما هو الحال مع الحفلات السابقة، بالإضافة إلى ظهور إمكانية عرض الحفل في أماكن مختلفة مستقبلاً. كما هو الحال مع الحفلات السابقة، بُث الحفل مباشرةً عبر 45 منصة مختلفة وارتبط بتخفيضات على واجهات متاجر رقمية للألعاب. احتوى الحدث أيضًا على أداء موسيقي لمقطوعة «المفاجأة الأخيرة» من بيرسونا 5 سكرامبل، وخليط من موسيقى ماريو من أوركسترا لندن الفيلهارمونية، وأغنية أيام المستقبل من أداء إيدي فيدر من لعبة ذا لاست أوف أس: الجزء الثاني.
قدم الحفل أيضًا فئة المستقبل للجوائز لأول مرة، وهي مجموعة من الأفراد من صناعة ألعاب الفيديو يمثلون مستقبل ألعاب الفيديو. المجندون هم بليسنغ أديوي الابن من كايندا فاني وهالي غروس من نوتي دوغ وكالي بلاغ من غيم سبوت.

### إعلانات الألعاب
بالإضافة الجوائز، أُعلن عن العديد من الألعاب الجديدة أو الموجودة بالفعل. أُعلن عن تحديثات للألعاب الآتية:
- سيه أف سوليتيود[21]
- ميست
- نير إصدار 1.22474487139...
- سوبر سماش برذرز ألتميت[22]
- عائد للدم[23]
- فورزا هوريزون 4[24]
- مطرقة الحرب 40,000: المد المظلم
- ديسكو إليسيوم[25]
- أوفركوكد 2
- دراغون إيج 4[26]
- وارفريم
- كول أوف ديوتي: بلاك أوبس كولد وور
- فال غايز: ألتيميت نوكاوت[27]
- أوترايدرز[28]
- تتطلب اثنان[8]
- العودة[29]
- مايكروسوفت فلايت سيميولتر
- سوبر ميت بوي فوريفر
- ذي إلدر سكرولز أونلاين[30]
- حرب النجوم: حكايات من حافة المجرة
- آد ورلد: سولستورم
- مانستر هانتر رايز
- سكارليت نيكسوس[31]
- أمونغ آس[32]
- فورتنايت[33]
- الغطاء: الخارجون عن القانون والأساطير[34]

أُعلن كذلك عن ألعاب جديدة أثناء الحفل منها:
- آرك 2[35]
- الجزء الغامض مني
- الزنزانة الأبدية
- الشر المميت: اللعبة[36]
- الصحراء القرمزية[37]
- الطرق المفتوحة
- الطريق 96
- الظلام التام[38]
- الغرب الشرير
- القرن: عصر الرماد[39]
- الموسم[40]
- بروتوكول كاليستو[41]
- بطل الحلقة
- تشيا
- فيست
- قرية عالم الشياطين: البعث
- لعبة من سلسلة ماس إفكت
- وي آر أو إف كي

## الجوائز

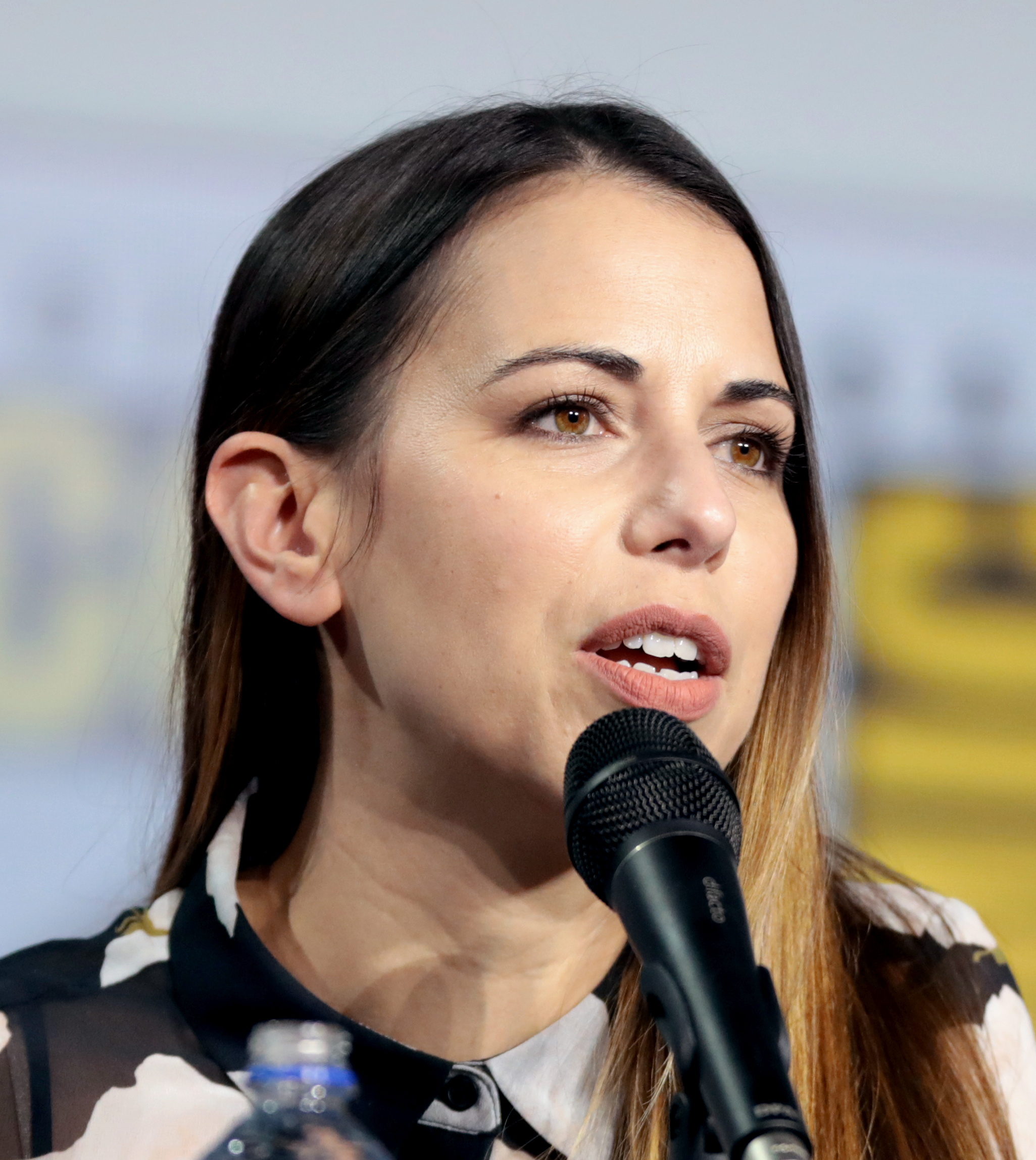
لورا بايلي الفائزة بجائزة أفضل أداء تمثيلي

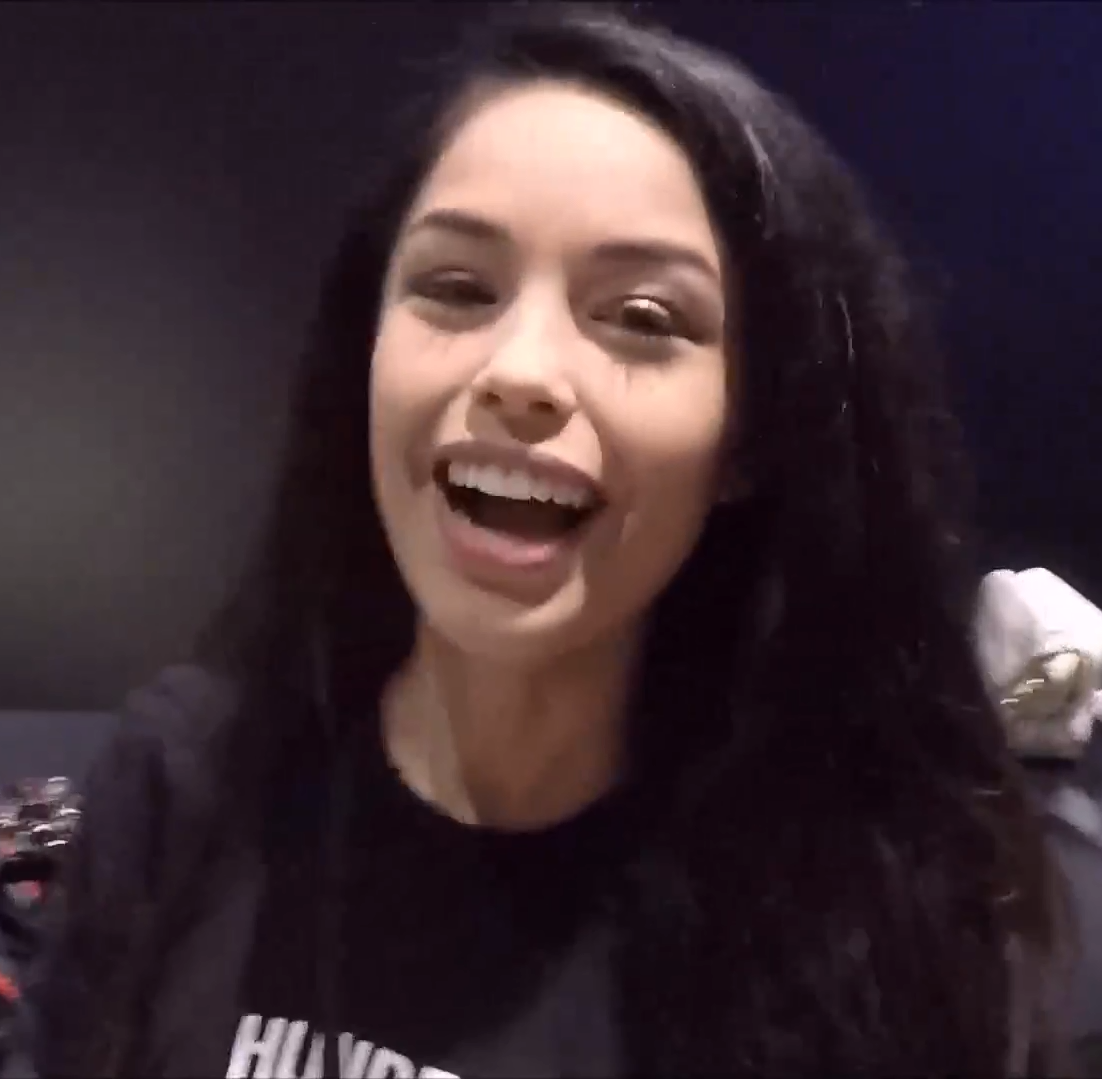
فالكيراي الفائزة بجائزة أفضل صانع محتوى

أُعلن عن الترشيحات في 18 نوفمبر 2020، ولأي لعبة تصدر في 20 نوفمبر أو قبله فهي مرشحة للوضع بعين الاعتبار. الترشيحات هي تجميعة من لجنة تحكيم مكونة من 95 عضو من منافذ إعلامية عالميًا، وتُفرز الأصوات بنسبة 90% للجنة التحكيم و10% للتصويت العام، والذي يتم عبر الموقع الرسمي وكذلك منصات التواصل الاجتماعي مثل فيسبوك وتويتر. الاستثناءات الوحيدان هما فئتا أكثر لعبة منتظرة وكذلك صوت اللاعبين، واللتان بهما يتم التصويت العام فقط. أُضيفت جائزة جديدة بعنوان «أفضل ابتكار في الوصول» للألعاب التي تعالج سمات الوصول. الألعاب المرشحة بالخط الغليظ قد فازت في فئتها.

### ألعاب الفيديو
| لعبة العام | أفضل إخراج لعبة |
| --- | --- |
| - ذا لاست أوف أس: الجزء الثاني – نوتي دوغ وسوني إنتراكتيف إنترتينمنت - أنيمال كروسينغ: آفاق جديدة – نينتندو - دوم إيترنال – إد سوفتوير وبيثيسدا سوفت ووركس - شبح تسوشيما – سكر بنش برودكشنز وسوني إنتراكتيف إنترتينمنت - فاينل فانتازي 7 ريميك – سكوير إنكس - هاديس – سوبرجاينت غيمز                                            | - ذا لاست أوف أس: الجزء الثاني – نوتي دوغ وسوني إنتراكتيف إنترتينمنت - شبح تسوشيما – سكر بنش برودكشنز وسوني إنتراكتيف إنترتينمنت - فاينل فانتازي 7 ريميك – سكوير إنكس - هاديس – سوبرجاينت غيمز - هاف-لايف: أليكس – فالف |
| أفضل سرد | أفضل فن إخراجي |
| - ذا لاست أوف أس: الجزء الثاني – نيل دراكمان وهالي غروس - شبح تسوشيما – إيان ريان وليز ألبل وباتريك داونز وجوردان ليموس - فاينل فانتازي 7 ريميك – كازوشيجي نوجيما وموتومو تورياما هيرواكي إواكي وساتشي هيرانو - منطقة دفاع جندي آلي 13 – جورج كاميتاني - هاديس – غريغ كاسافين                                                   | - شبح تسوشيما – سكر بنش برودكشنز وسوني إنتراكتيف إنترتينمنت - أوري أند ذا ويل أوف ذا ويسبس – إستديوهات مون وإكس بوكس غيم ستوديوز - ذا لاست أوف أس: الجزء الثاني – نوتي دوغ وسوني إنتراكتيف إنترتينمنت - فاينل فانتازي 7 ريميك – سكوير إنكس - هاديس – سوبرجاينت غيمز |
| أفضل موسيقى تصويرية | أفضل تصميم صوتي |
| - فاينل فانتازي 7 ريميك – نوبوؤو أويماتسو وماساشي هاماوزو وميتسوتو سوزوكي - أوري أند ذا ويل أوف ذا ويسبس – غاريث كوكر - دوم إيترنال – ميك غوردون - ذا لاست أوف أس: الجزء الثاني – غوستافو سانتوللا وماك كويل - هاديس – دارين كورب                                                                                               | - ذا لاست أوف أس: الجزء الثاني – نوتي دوغ وسوني إنتراكتيف إنترتينمنت - دوم إيترنال – إد سوفتوير وبيثيسدا سوفت ووركس - ريزدنت إيفل 3 – كابكوم - شبح تسوشيما – سكر بنش برودكشنز وسوني إنتراكتيف إنترتينمنت - هاف-لايف: أليكس – فالف |
| أفضل أداء تمثيلي | أفضل لعبة مؤثرة |
| - لورا بايلي بدور آبي – ذا لاست أوف أس: الجزء الثاني - أشلي جونسون بدور إيلي – ذا لاست أوف أس: الجزء الثاني - دايسوكي تسوجي بدور جين ساكاي – شبح تسوشيما - لوغان كننغهام بدور هاديس – هاديس - ناجي جيتر بدور مايلز مورالس – سبايدر مان: مايلز مورالس                                                                            | - أخبرني لماذا – دونتنود للترفيه وإكس بوكس غيم ستوديوز - إن وجد... – دريمفيل وأنابورنا إنتراكتيف - خلال أحلك الأوقات – بينتباكت غيمز وهاندي غيمز - سبيريتفيرر – ثاندر لوتس غيمز - كنتاكي روت زيرو – كاردبورد كمبيوتر وأنابورنا إنتراكتيف |
| أفضل لعبة مستمرة | أفضل لعبة مستقلة |
| - نو مانز سكاي – هالو غيمز - أبيكس ليجندز – ريسباون إنترتينمنت وإلكترونيك آرتس - ديستني 2 – بنجي - فورتنايت – إيبك غيمز - كول أوف ديوتي: وورزون – إنفنتي وورد وريفن سوفتوير وأكتيفجن | - هاديس – سوبرجاينت غيمز - جيفة – إستديو فوبيا غيم وديفوليفر ديجيتال - سبلانكي 2 – موسماوث - سبيريتفيرر – ثاندر لوتس غيمز - فال غايز: ألتيميت نوكاوت – ميدياتونيك وديفوليفر ديجيتال |
| أفضل لعبة محمول | أفضل دعم مجتمعي |
| - أمونغ آس – إينرسلوث - أساطير رونتيرا – ريوت غيمز - بوكيمون كافيه ميكس – جينيوس سونوريتي وذا بوكيمون كومباني - تأثير جنشين – ميهويو - كول أوف ديوتي: موبايل – إستديوهات تيمي وأكتيفجن | - فال غايز: ألتيميت نوكاوت – ميدياتونيك وديفوليفر ديجيتال - أبيكس ليجندز – ريسباون إنترتينمنت وإلكترونيك آرتس - ديستني 2 – بنجي - فالورانت – ريوت غيمز - فورتنايت – إيبك غيمز - نو مانز سكاي – هالو غيمز |
| أفضل لعبة واقع افتراضي | أفضل ابتكار في الوصول |
| - هاف-لايف: أليكس – فالف - أحلام – ميديا موليكول وسوني إنتراكتيف إنترتينمنت - الموتى السائرون: القديسون والآثمون – سكايدانس ميديا - آيرون مان في آر – كاموفلاج وسوني إنتراكتيف إنترتينمنت - ستار ووز: سكوادرونس – موتيف ستوديوز وإلكترونيك آرتس                                                                                 | - ذا لاست أوف أس: الجزء الثاني – نوتي دوغ وسوني إنتراكتيف إنترتينمنت - أساسنز كريد فالهالا – يوبي سوفت - غراوندد – أوبسيديان إنترتنمنت وإكس بوكس غيم ستوديوز - هايبردوت – ترايب غيمز وغليتش - واتش دوغز: ليجن – يوبي سوفت |
| أفضل لعبة أكشن | أفضل لعبة أكشن مغامرات |
| - هاديس – سوبرجاينت غيمز - دوم إيترنال – إد سوفتوير وبيثيسدا سوفت ووركس - ستريتز أوف ريج 4 – دوتيمو - نيوه 2 – تيم نينجا - هاف-لايف: أليكس – فالف | - ذا لاست أوف أس: الجزء الثاني – نوتي دوغ وسوني إنتراكتيف إنترتينمنت - أساسنز كريد فالهالا – يوبي سوفت - أوري أند ذا ويل أوف ذا ويسبس – إستديوهات مون وإكس بوكس غيم ستوديوز - سبايدر مان: مايلز مورالس – إنسومنياك غيمز وسوني إنتراكتيف إنترتينمنت - ستار وورز جيدي: فالين أوردر – ريسباون إنترتينمنت وإلكترونيك آرتس - شبح تسوشيما – سكر بنش برودكشنز وسوني إنتراكتيف إنترتينمنت |
| أفضل لعبة تقمص الأدوار | أفضل لعبة قتال |
| - فاينل فانتازي 7 ريميك – سكوير إنكس - أرض الخراب 3 – إنكسايل إنترتينمنت وديب سيلفر - بيرسونا 5 رويال – أتلس وسيجا - تأثير جنشين – ميهويو - ياكوزا: لايك آدراغون – ستوديو ريو غا غوتوكو وسيجا | - مورتال كومبات 11: النسخة النهائية – نيثرريلم ستوديوز ووارنر برذرز إنترآكتيف إنترتيمنت - تحت ليلة الولادة – فرينش بريد وآرك سيستم وركز وأكسيس غيمز - ستريت فايتر 5: نسخة البطل – ديمبس وكابكوم - غرانبلو فانتازي فيرسس – آرك سيستم وركز وساي غيمز وإكسيد غيمز - ون بنش مان: بطل لا يعرفه أحد – سبايك شونسوفت وبانداي نامكو إنترتينمنت                                            |
| أفضل لعبة عائلية | أفضل لعبة استراتيجية أو محاكاة |
| - أنيمال كروسينغ: آفاق جديدة – نينتندو - بايبر ماريو: ذا أوريغامي كينغ – إنتيليجنت سيستمز ونينتندو - فال غايز: ألتيميت نوكاوت – ميدياتونيك وديفوليفر ديجيتال - كراش بانديكوت 4: إتز أباوت تايم – تويز فور بوب وأكتيفجن - ماريو كارت لايف: هوم سركت – إستديوهات فيلان ونينتندو - ماينكرافت دونجنس – موجانغ وإكس بوكس غيم ستوديوز | - مايكروسوفت فلايت سيمولتر – أسوبو ستوديو وإكس بوكس غيم ستوديوز - إكس كوم: وحدة الكايميرا – فيراكسس غيمز وتو كي جيمز - دسبرادوس 3 – ميميمي غيمز وتي إتش كيو نورديك - غيرز تاكتكس – سبلاش دامج وذا كوليشن وإكس بوكس غيم ستوديوز - ملوك الصليبية 3 – بارادوكس إنتراكتيف |
| أفضل لعبة رياضية أو سباقات | أفضل لعبة جماعية |
| - توني هوكس برو سكيتر 1 + 2 – فكيريوس فيجينز وأكتيفجن - إف 1 2020 – كودماسترز - إن بي إيه تو كي 21 – فيجوال كونسبتس وتو كي جيمز - ديرت 5 – كودماسترز - فيفا 21 – إي أيه سبورتس | - أمونغ آس – إينرسلوث - أنيمال كروسينغ: آفاق جديدة – نينتندو - فال غايز: ألتيميت نوكاوت – ميدياتونيك وديفوليفر ديجيتال - فالورانت – ريوت غيمز - كول أوف ديوتي: وورزون – إنفنتي وورد وريفن سوفتوير وأكتيفجن |
| أفضل أول لعبة | أفضل صانع محتوى للعام |
| - فازموفوبيا – كينيتك غيمز - جيفة – إستديو فوبيا غيم وديفوليفر ديجيتال - راجي: ملحمة قديمة – نودنغ هيدز غيمز وسوبر.كوم - روكي – بوليغون تريهاوس ويونايتد ليبل - مورتال شيل – كولد سيميتري وبلايستاك | - راشيل هوفستيتر "فالكيراي" - آلانا بيرس - تيموثي بيتار "تيم ذا تاتمان" - جاي-آن لوبيز - نيك كولشيف "نيكميركس" |
| أكثر لعبة منتظرة | صوت اللاعبين |
| - خاتم إلدن – فروم سوفتوير وبانداي نامكو إنترتينمنت - إله الحرب: راجناروك – سوني إنتراكتيف إنترتينمنت - لاحقة ذا ليجند أوف زيلدا: بريث أوف ذا وايلد – نينتندو - ريزدنت إيفل فيلدج – كابكوم - هورايزن فوربيدن ويست – غيريلا غيمز وسوني إنتراكتيف إنترتينمنت - هيلو إنفنت – 343 إندستريز وإكس بوكس غيم ستوديوز                    | - شبح تسوشيما – سكر بنش برودكشنز وسوني إنتراكتيف إنترتينمنت - دوم إيترنال – إد سوفتوير وبيثيسدا سوفت ووركس - ذا لاست أوف أس: الجزء الثاني – نوتي دوغ وسوني إنتراكتيف إنترتينمنت - سبايدر مان: مايلز مورالس – إنسومنياك غيمز وسوني إنتراكتيف إنترتينمنت - هاديس – سوبرجاينت غيمز                                                                                                   |

### الرياضات الإلكترونية
| أفضل لعبة رياضات إلكترونية | أفضل لاعب رياضي |
| --- | --- |
| - ليغ أوف ليجيندز – ريوت غيمز - فالورانت – ريوت غيمز - فورتنايت – إيبك غيمز - كاونتر سترايك: جلوبال أوفينسيف – فالف - كول أوف ديوتي: مودرن وورفير – إنفنتي وورد وريفن سوفتوير وأكتيفجن | - هي سو "شوميكر" (دام ون غيمنغ، ليغ أوف ليجيندز) - أنطوني كويفاس كاسترو "شوتزي" (دالاس إمباير، دوري كول أوف ديوتي) - إيان بورتر "كريمسيكس" (دالاس إمباير، دوري كول أوف ديوتي) - كيم جيون-بو "كانيون" (دام ون غيمنغ، ليغ أوف ليجيندز) - ماثيو هربوت "زايوو" (تيم فيتاليتي، كاونتر سترايك: جلوبال أوفينسيف) |
| أفضل فريق رياضي | أفضل مدرب رياضي |
| - جي2 إيسبورتس (ليغ أوف ليجيندز) - تيم سكرت (دوتا 2) - دالاس إمباير (دوري كول أوف ديوتي) - دام ون غيمنغ (ليغ أوف ليجيندز) - سان فرانسيسكو شوك (دوري أوفرواتش) | - داني سورنسن "زونيك" (أستراليس، كاونتر سترايك: جلوبال أوفينسيف) - داي-هي بارك "كراستي" (سان فرانسيسكو شوك، دوري أوفرواتش) - رايموند لوسيير "رامبو" (دالاس إمباير، دوري كول أوف ديوتي) - فيبيان لوهمان "غرابز" (جي2 إيسبورتس، ليغ أوف ليجيندز) - لي جاي-مين "زيفا" (تي1، ليغ أوف ليجيندز)                 |
| أفضل حدث رياضي | أفضل مضيف رياضي |
| - بطولة العالم لليغ أوف ليجيندز 2020 (ليغ أوف ليجيندز) - آي إي إم كاتوفيتسه 2020 (كاونتر سترايك: جلوبال أوفينسيف) - بطولة دوري كول أوف ديوتي 2020 (كول أوف ديوتي: مودرن وورفير) - بلاست بريمير: نهائيات الربيع الأوروبية 2020 (كاونتر سترايك: جلوبال أوفينسيف) - نهائيات دوري أوفرواتش الكبرى 2020 (أوفرواتش) | - إيفي ديبورتريه "شوكش" - أليكس ريتشاردسون "ماشين" - أليكس منديز "غولدنبوي" - جيمس باترسون "داش" - يورين فان در هيدين "شيفر" |

## ألعاب لها عدة جوائز وترشيحات
| الترشيحات | اللعبة                       |
| --------- | ---------------------------- |
| 11        | ذا لاست أوف أس: الجزء الثاني |
| 9         | هاديس                        |
| 8         | شبح تسوشيما                  |
| 6         | فاينل فانتازي 7 ريميك        |
| 5         | دوم إيترنال                  |
| 4         | فال غايز: ألتيميت نوكاوت     |
| 4         | هاف-لايف: أليكس              |
| 3         | أنيمال كروسينغ: آفاق جديدة   |
| 3         | أوري أند ذا ويل أوف ويسبس    |
| 3         | سبايدر مان: مايلز مورالس     |
| 3         | فالورانت                     |
| 3         | فورتنايت                     |
| 2         | أبيكس ليجندز                 |
| 2         | أساسنز كريد فالهالا          |
| 2         | أمونغ آس                     |
| 2         | تأثير جنشين                  |
| 2         | جيفة                         |
| 2         | ديستني 2                     |
| 2         | سبيريتفيرر                   |
| 2         | كول أوف ديوتي: وورزون        |
| 2         | نو مانز سكاي                 |

| الجوائز | اللعبة                       |
| ------- | ---------------------------- |
| 7       | ذا لاست أوف أس: الجزء الثاني |
| 2       | أمونغ آس                     |
| 2       | شبح تسوشيما                  |
| 2       | فاينل فانتازي 7 ريميك        |
| 2       | هاديس                        |

## وصلات خارجية
- جوائز اللعبة 2020 على موقع IMDb (الإنجليزية)
- الموقع الرسمي (بالإنجليزية)